# Kaho Naa... Pyaar Hai
Kaho Naa... Pyaar Hai (Hindi: कहो ना प्यार है in italiano Dii che...è amore) è un film del 2000 diretto da Rakesh Roshan, che dirige il debutto del figlio Hrithik Roshan come attore. Gli altri protagonisti del film sono Amisha Patel (anche lei al suo debutto cinematografico) e Anupam Kher. Il film è stato il film di maggior successo commerciale dell'anno in India, ed ha vinto molti riconoscimenti, compresi otto Filmfare Awards, fra cui miglior film, miglior regista, miglior attore.. It ultimately won eight awards

## Trama
Rohit (Hrithik Roshan) lavora in un Auto Salone, ma desidera diventare un cantante. Incontra, il giorno del compleanno di lei, Sonia Saxena (Amisha Patel), in seguito dopo ad aver cantato durante la festa di compleanno di lei, gli viene proposto da un caro amico di Sonia di partire per una crociera dove potrà esibire le proprie doti canore.
Durante la crociera i due, dopo la festa di Capodanno, finiscono per addormentarsi in una delle scialuppe di salvataggio e risvegliarsi la mattina in un'isola deserta. Finiscono per innamorarsi, ma il padre di Sonia (Anupam Kher) si oppone alla relazione dato il basso rango sociale del ragazzo. Per provare di poter essere migliore Rohit, insieme agli amici riesce a farsi notare dai Media e quindi diventare famoso, sino ad organizzare un concerto. Il giorno del concerto Rohit si reca a prendere il fratellino a scuola ma assiste per caso ad una deliberazione di droga, viene quindi inseguito e poi ferito da alcuni colpi di pistola che lo fanno precipitare con la moto in un fiume dove affoga. Sonia cade in una profonda depressione, suo padre decide quindi di mandarla in Nuova Zelanda da sua cugina.
All'arrivo, si trova a confrontarsi con un ragazzo identico a Rohit. In seguito lo vede ballare in Discoteca e qui viene a scoprire che il suo nome è Raj (interpretato sempre dall'attore Hrithik Roshan) ed è uno dei migliore amici di sua cugina. 
Raj si innamora di lei a prima vista, ma lei non riesce a ricambiarlo a causa del suo aspetto identico a quello di Rohit, ed è torturata dai ricordi che continuano a ricordarle come il suo vero amore è andato via per sempre.
Decide quindi di tornare in India ma durante il viaggio scopre che Raj l'ha seguita, arrivati in aeroporto, uno dei poliziotti corrotti che hanno ucciso Rohit spara a Raj pensando sia il cantante morto. Ben presto, Sonia e Raj si chiedono se la morte di Rohit sia stato un incidente o un omicidio, concludono ben presto che è stato assassinato. Quindi, Raj e gli amici di Sonia organizzano una trappola per scovare gli assassini, allestendo il concerto a cui Rohit non è mai arrivato.  Il piano riesce in parte ma degli uomini rapiscono Sonia. Raj arriva in suo soccorso e la salva da quelli che sono anche gli assassini di Rohit, scoprono qui, con sorpresa di tutti, che uno dei complici degli assassini è proprio il padre di Sonia il quale viene arrestato insieme a tutti gli altri.
Sonia, finalmente, si rende conto dei forti sentimenti di Raj nei suoi confronti e se ne innamora, decidendo di sposarlo. Rohit può riposare in pace, continuando però a vivere nei ricordi della ragazza.